# Margate (ort i Australien, Tasmanien)
Margate är en ort i Australien. Den ligger i kommunen Kingborough och delstaten Tasmanien, i den sydöstra delen av landet, omkring 17 kilometer söder om delstatshuvudstaden Hobart.
Trakten är tätbefolkad. Närmaste större samhälle är Hobart, omkring 17 kilometer norr om Margate. Genomsnittlig årsnederbörd är 920 millimeter. Den regnigaste månaden är juli, med i genomsnitt 114 mm nederbörd, och den torraste är februari, med 49 mm nederbörd.